# Jordanoleiopus monoxenus
Jordanoleiopus monoxenus es una especie de escarabajo longicornio del género Jordanoleiopus, tribu Acanthocinini, familia Cerambycidae. Fue descrita científicamente por Kolbe en 1893.

## Distribución
Se distribuye por Tanzania.

## Descripción
La especie mide 4,5-5 milímetros de longitud. El período de vuelo ocurre en el mes de octubre.